# Немцану, Владимир
Владимир Немцану (рум. Vladimir Nemţeanu, фр. Vladimir Nemtanu) — румынско-французский скрипач и музыкальный педагог, солист-концертмейстер Национального оркестра Бордо — Аквитании, руководитель инструментального ансамбля Аквитании, профессор Лионской консерватории, лауреат международных конкурсов.

## Биография
Родился в еврейской семье в Бухаресте, где получил музыкальное образование у ученика Давида Ойстраха — Стефана Георгиу. Работал концертмейстером в филармонии имени Джордже Энеску. В 1970-х годах эмигрировал с женой в Израиль. С 1979 года работал солистом-концертмейстером Национального оркестра Бордо Аквитании, с 2004 года преподаёт в Лионской консерватории, а также регулярно даёт мастер-классы в Испании и Италии.
Две дочери Владимира Немцану также стали известными скрипачками: Сара Немцану (род. 1981) — солистка Национального оркестра Франции, Дебора Немцану (род. 1983) — солистка оркестрового ансамбля Парижа. Среди учеников Владимира Немцану его племянник — скрипач Самуэль Немцану (род. 1986), сын скрипача Адриана Немцану.
Владимир и Сара Немцану участвовали в работе над саундтреком картины Раду Михайляну «Концерт».

## Награды и звания
- Лауреат I премии румынского национального конкурса (1976).
- Лауреат III премии XXIII конкурса скрипачей имени Паганини[9] (Генуя, 1976).
- Лауреат конкурса имени Тибора Варги (Сьон, 1977).